# Lucien Jarraud
Pour les articles homonymes, voir Jarraud.
Lucien « Frenchie » Jarraud (Paris 15e, 7 septembre 1922 - Paris 15e, 17 août 2007) était un animateur de radio québécois. Il est reconnu pour avoir lancé le concept des lignes ouvertes à la radio québécoise.

## Biographie
Né à Paris, le 7 septembre 1922, il s'enrôle dans l'armée française le jour de ses 17 ans, quelques jours à peine après le début de la Seconde Guerre mondiale. Il fera la campagne de Belgique, où il sera décoré de la Croix de guerre. Capturé par les Allemands en raison d'actes de résistance, il est déporté dans un camp de travail, près de Hambourg, d'où il s'évadera en 1943. Il rallie Paris, où il participe à des revues.
Après avoir accompli plusieurs petits métiers dans le monde artistique parisien — il servit de doublure à Pierre Blanchar et Charles Trenet —, il traverse l'Atlantique en 1948 pour travailler au cirque Barnum & Bailey, où il fait le tour de l'Amérique du Nord. C'est dans ce cirque américain qu'on l'affuble du surnom Frenchie. Il débarque à Montréal en juillet 1948 et travaille d'abord comme acrobate, puis il participe aux revues de Lili St-Cyr.
À la fin des années 1940, il ouvre une agence d'artistes avec Jacques Normand et André Rufiange. Ils font travailler, dans les cabarets montréalais, presque tous les artistes québécois de l’époque tels Clémence DesRochers, Lucille Dumont, Alys Robi, Paolo Noël, Aglaé, Lise Roy, Colette Bonheur, Jeanne-D'Arc Charlebois ainsi que les Français de passage à Montréal : Édith Piaf, Charles Trenet, Jean Sablon, Luis Mariano, Georges Guétary, et des dizaines d’autres.
Il commence sa carrière d'animateur de radio en 1955 au microphone de la station CJMS 1280 de Montréal, un poste qu'il conservera pendant 14 ans. Il a aussi travaillé pendant une vingtaine d'années à CKVL avant de revenir au microphone de la station CJMS 1040 en 1999 — bien qu'opérée par de nouveaux propriétaires et à une nouvelle fréquence. Il y animait encore une émission du matin à l'âge de 84 ans, quelques semaines avant son décès.
Pendant sa longue carrière, il a innové en devenant le premier homme de radio au Québec à utiliser la technique de la ligne ouverte, où l'animateur discute en ondes de sujets d'actualité avec ses auditeurs. « Les gens (…) enlevaient leur dentier pour ne pas qu'on reconnaisse leur voix, parce qu'ils voulaient parler politique, ils voulaient parler contre (Maurice) Duplessis et tout ça. Mais il ne fallait pas que tu parles contre Duplessis ! », rappelait-il à un journaliste en 2005.
Il a également participé à des négociations avec des preneurs d'otages en plus d'accomplir une douzaine d'actes de bravoure en grimpant la structure du pont Jacques-Cartier de Montréal pour sauver la vie d'un désespéré.
Jarraud a également fait carrière à la télévision dans les années 1960. Il joue dans le téléroman Joie de vivre, diffusé à l'antenne de Radio-Canada en plus d'animer plusieurs émissions de télévision à Télé-Métropole, dont Face à Face avec Claude Lapointe, Le Cœur sur la main et Toast et Café avec Dominique Michel.
L'animateur de radio et chroniqueur judiciaire Claude Poirier a dit de lui qu'il avait « donné ses lettres de noblesse à CJMS dans les années 1960 et 1970 ».
Jarraud est également connu pour avoir animé plusieurs radiothons et téléthons durant sa longue carrière. En 1976 et 1977, il participera à une version québécoise du téléthon de Jerry Lewis contre la dystrophie musculaire à partir d'une station de télévision de Plattsburgh. Il convainc le comédien américain de lui confier l'organisation de l'événement à Montréal.
Il a également fait une brève incursion dans le monde politique, se portant candidat du Parti progressiste-conservateur du Canada dans la circonscription de Saint-Henri lors de l'élection fédérale canadienne de 1974. Il est défait par le libéral Gérard Loiselle.
En juillet 2007, il subit une embolie pulmonaire et deux infarctus alors qu'il est en vacances à Paris et meurt un mois plus tard à l'unité des soins intensifs de l’hôpital Georges-Pompidou à Paris, le 17 août 2007 à l'âge de 84 ans, un mois avant son 85e anniversaire. Son corps a été rapatrié au Québec afin d'être inhumé dans la région de Montréal.